# 저스틴 로즈
저스틴 로즈(영어: Justin Rose, MBE, 1980년 7월 30일 ~ )는 영국의 골프 선수이다. 2016년 하계 올림픽에서 남자 개인 부문 금메달을 획득했다.

## 서훈
- 2017년 대영 제국 훈장 5등급(MBE) 수훈[1]